# Bahnsdorf (Neu-Seeland)
Bahnsdorf, niedersorbisch Bobošojce, ist ein Ort im südbrandenburgischen Landkreis Oberspreewald-Lausitz. Er ist Teil der Gemeinde Neu-Seeland im Amt Altdöbern und zählt zum amtlichen Siedlungsgebiet der Sorben/Wenden.

## Geografie
Bahnsdorf liegt in der Niederlausitz im südlichen Teil der Gemeinde Neu-Seeland. Zum Ort gehört die Ortslage Lieske sowie die Ansiedlungen Sornoer Buden am Sedlitzer See sowie Lindenfeld und Zollhaus.

## Geschichte

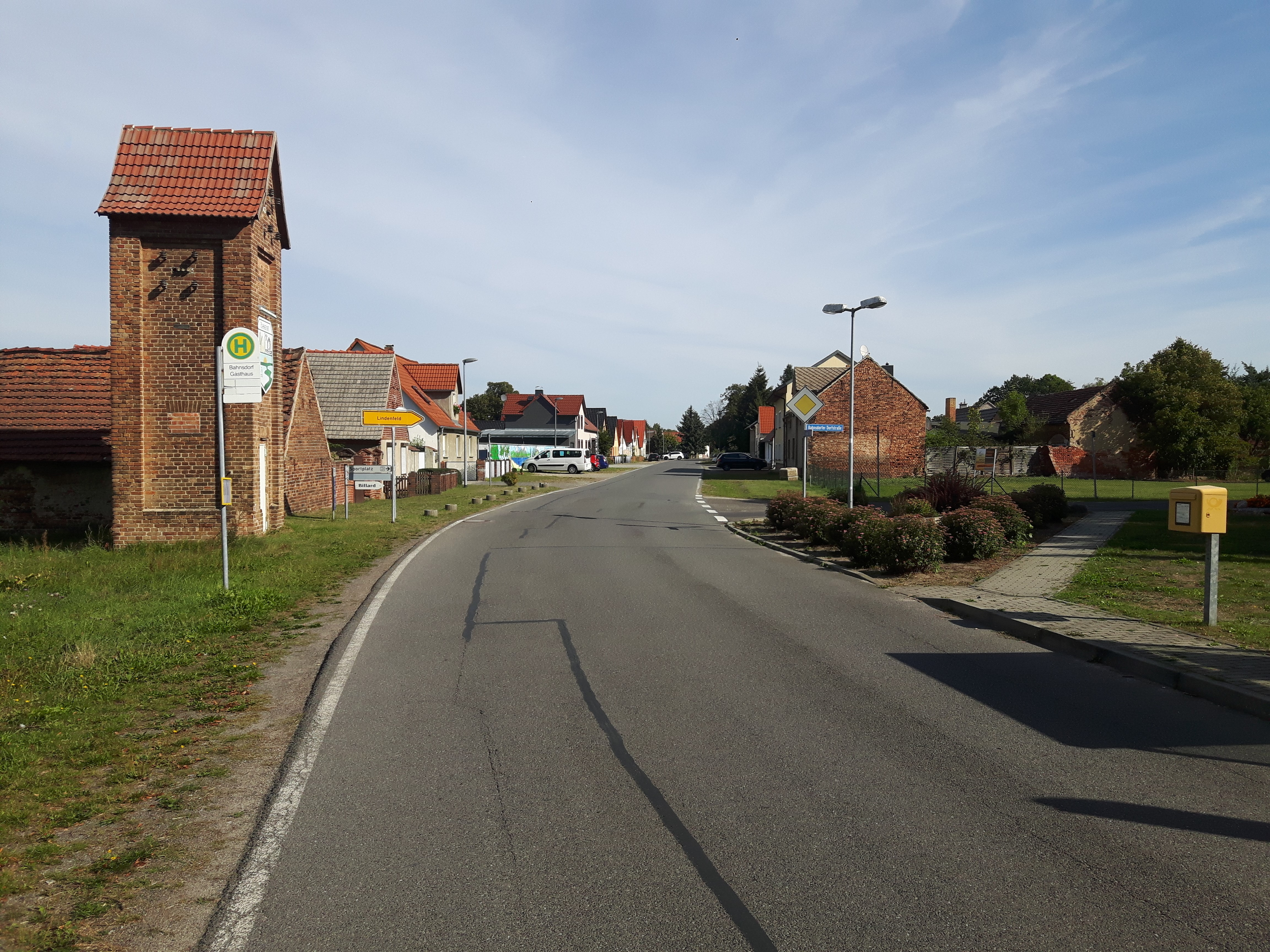
Ortsmitte

Bahnsdorf wurde erstmals im Jahr 1462 urkundlich als „Baynstorff“ erwähnt.
Im Jahre 1965 wurde der Ort teildevastiert durch den Tagebau Sedlitz. Dabei wurde das Bahnhofsviertel abgebrochen. 20 Personen wurden umgesiedelt. Am 1. Januar 1974 wurde der benachbarte Ort Allmosen eingemeindet. Am 1. Juni 1974 folgte Lieske.  Am 6. Mai 1990 wurde Allmosen wieder ausgegliedert. Im Zuge der brandenburgischen Gemeindegebietsreform kam es zum 1. Februar 2002 zur Bildung der Gemeinde Neu-Seeland, dabei vereinigte sich Bahnsdorf mit den Gemeinden Lindchen, Lubochow und Ressen.

## Einwohnerentwicklung
| Einwohnerentwicklung in Bahnsdorf von 1875 bis 2001 | Einwohnerentwicklung in Bahnsdorf von 1875 bis 2001 | Einwohnerentwicklung in Bahnsdorf von 1875 bis 2001 | Einwohnerentwicklung in Bahnsdorf von 1875 bis 2001 | Einwohnerentwicklung in Bahnsdorf von 1875 bis 2001 | Einwohnerentwicklung in Bahnsdorf von 1875 bis 2001 | Einwohnerentwicklung in Bahnsdorf von 1875 bis 2001 | Einwohnerentwicklung in Bahnsdorf von 1875 bis 2001 |
| Jahr                                                | Einwohner                                           | Jahr                                                | Einwohner                                           | Jahr                                                | Einwohner                                           | Jahr                                                | Einwohner                                           |
| --------------------------------------------------- | --------------------------------------------------- | --------------------------------------------------- | --------------------------------------------------- | --------------------------------------------------- | --------------------------------------------------- | --------------------------------------------------- | --------------------------------------------------- |
| 1875                                                | 426                                                 | 1890                                                | 397                                                 | 1910                                                | 486                                                 | 1925                                                | 502                                                 |
| 1933                                                | 484                                                 | 1939                                                | 445                                                 | 1946                                                | 597                                                 | 1950                                                | 574                                                 |
| 1964                                                | 423                                                 | 1971                                                | 355                                                 | 1981                                                | 578                                                 | 1985                                                | 533                                                 |
| 1989                                                | 503                                                 | 1990                                                | 381                                                 | 1991                                                | 370                                                 | 1992                                                | 1050                                                |
| 1993                                                | 650                                                 | 1994                                                | 743                                                 | 1995                                                | 776                                                 | 1996                                                | 852                                                 |
| 1997                                                | 779                                                 | 1998                                                | 673                                                 | 1999                                                | 792                                                 | 2000                                                | 696                                                 |
| 2001                                                | 716                                                 |                                                     |                                                     |                                                     |                                                     |                                                     |                                                     |

## Sehenswürdigkeiten

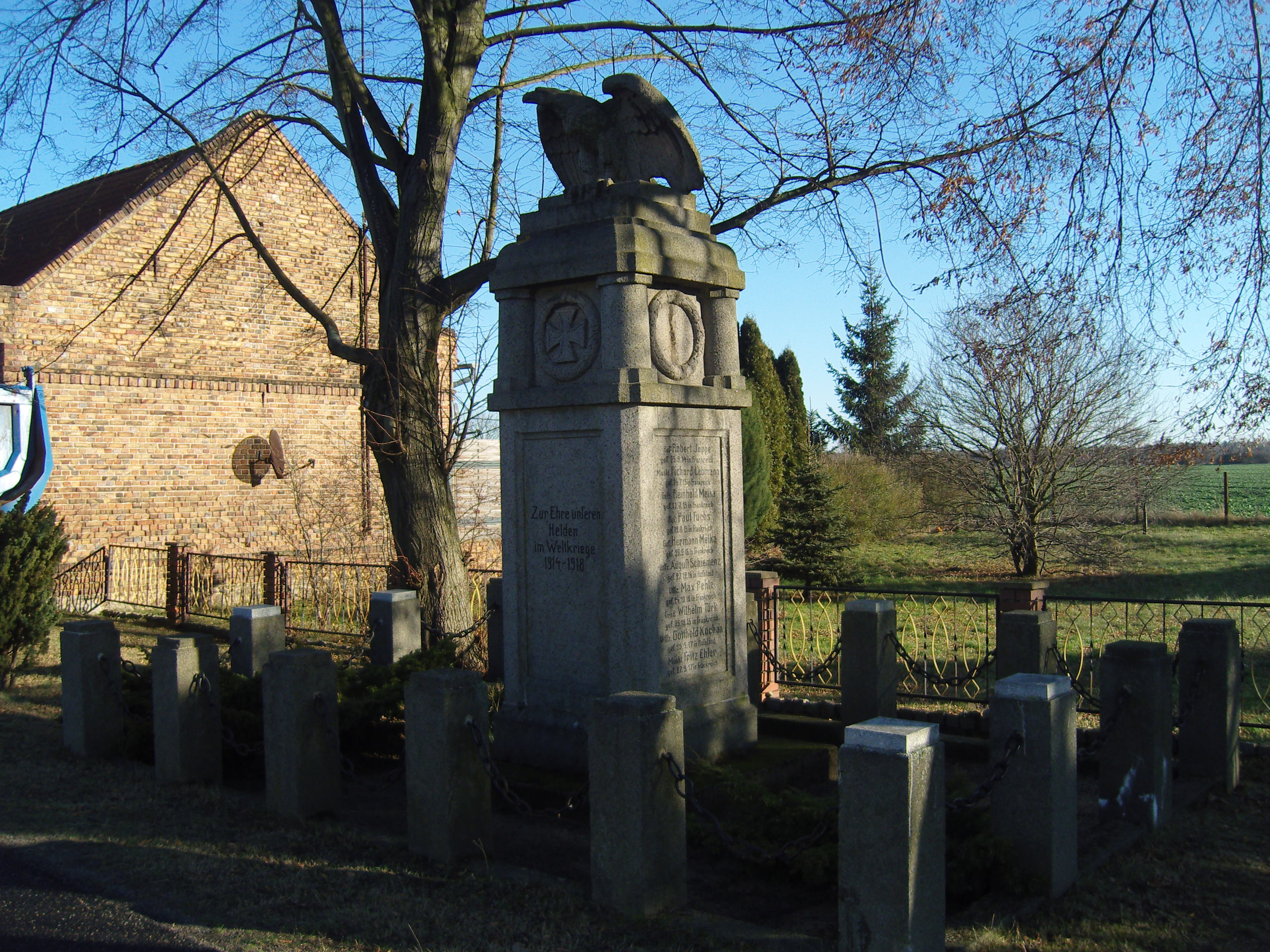
Kriegerdenkmal

In Bahnsdorf befindet sich ein Kriegerdenkmal für die Gefallenen des Ersten Weltkrieges.

## Verkehr
Der Ort liegt an der Bundesstraße 169. Darüber hinaus verfügt der Ort über einen Bahnhof an der Bahnstrecke Großenhain–Cottbus mit zweistündlichen Verbindungen nach Cottbus und Falkenberg/Elster. In Bahnsdorf gab es ein Asylbewerberheim.